# Paul Lagarde (juriste)
 (octobre 2019).
Si vous disposez d'ouvrages ou d'articles de référence ou si vous connaissez des sites web de qualité traitant du thème abordé ici, merci de compléter l'article en donnant les références utiles à sa vérifiabilité et en les liant à la section « Notes et références ».
Pour les articles homonymes, voir Lagarde et Paul Lagarde.
Paul Lagarde (né le 3 mars 1934 à Rennes) est un juriste français, professeur émérite de droit international privé à l'Université Panthéon-Sorbonne.

## Biographie
Paul Lagarde, né à Rennes en 1934, a étudié le droit à Paris. Élève d'Henri Batiffol, il obtint son doctorat en droit en 1957. Il a d'abord enseigné à partir de 1959 à l'Université de Poitiers. En 1961, il est devenu maître de conférences à l'Université de Nancy et a été nommé professeur en 1964. En 1969, il obtient une chaire à l'Université Paris-Nanterre, puis en 1971 à l'Université Panthéon-Sorbonne.
Rédacteur en chef, puis directeur de la Revue critique de droit international privé entre 1976 et 2012, Paul Lagarde est un auteur prolifique.
Il était membre de la délégation française chargée de rédiger la Convention de Rome I de 1980 dont il publie un commentaire détaillé aux côtés de Mario Guiliano, professeur à l'Université de Milan.
Il a participé aux 13e et 14e réunions de la Conférence de la Haye de droit international privé. En 1985, il était président de la Commission chargée de préparer la Convention sur le droit de la vente internationale. En 2005, une publication commémorative a été publiée en son honneur, Le droit international privé : esprit et méthodes. Mélanges en l'honneur de Paul Lagarde.
En 1991, il est élu à l'Institut de droit international et en est devenu membre titulaire en 1995.
Il a pris sa retraite en 2001.
À la conférence pour le colloque sur une codification du droit international privé européen de l'Université de Toulouse les 17 et 18 mars 2011, il a présenté un projet de 24 articles sur un droit privé international européen commun, qu'il a lui-même décrit comme « un Embryon de Règlement portant Code européen de droit international privé ».
En 2011, il contribue à la rédaction d'une loi sur le droit international privé à Monaco.

## Distinction
- En 1991, il reçoit le Prix Gay-Lussac Humboldt.
- En 2011, il reçoit le Prix de La Haye de droit international[6].
- Docteur honoris causa de la faculté de droit de Fribourg-en-Brisgau
- Docteur honoris causa de la faculté de droit d’Athènes
- Docteur honoris causa de la faculté de droit de Wurtzbourg.

### Ouvrages
- Paul Lagarde, Ulf Bergquist, Domenico Damascelli, Richard Frimston, Felix Odersky et Barbara Reinhartz, EU-Regulation on Succession and Wills : Commentary, Verlag Dr. Otto Schmidt, 2015, 390 p.
- Paul Lagarde, Hilary Charlesworth, Pascal de Vareilles-Sommières et Masaharu Yanagihara, La méthode de la reconnaissance est-elle l'avenir du droit international privé ?, Boston (Mass.), 2015, Recueil des cours / Académie de droit international de la Haye, 435 p.
- Paul Lagarde, La nationalité française, Dalloz, 2011, 4e éd., 499 p.
- Marc Fallon, Paul Lagarde et Sylvaine Poillot-Peruzzetto, Quelle architecture pour un code européen de droit international privé ?, Lang, 2011, Euroclio : études et documents, 388 p.
- Paul Lagarde et Henri Batiffol, Traité de droit international privé, Librairie générale de droit et de jurisprudence, 1993, 8e éd., 656 p.[7]
- Paul Lagarde, Le Principe de proximité dans le droit international privé contemporain : cours général de droit international privé, Boston, 1987, Recueil des Cours de l'Académie de droit international, 237 p.
- Paul Lagarde et Yvon Loussouarn (dir.), L'Information en droit privé : travaux de la conférence d'agrégation, Librairie générale de droit et de jurisprudence, 1978, Bibliothèque de droit privé, 588 p.
- Paul Lagarde, La Réciprocité en droit international privé, Sijthoff et Noordhoff, 1977, Académie de droit international de La Haye, 214 p.

### Articles
- Paul Lagarde, « La codification du droit international privé monégasque », Revue critique de droit international privé, n° 4, 2019, p. 753.
- Paul Lagarde et Aline Tenenbaum, « De la convention de Rome au règlement Rome I », Revue critique de droit international privé, n° 4, 2008, p. 727.
- Paul Lagarde, « An Economic Analysis of Private International Law », Revue critique de droit international privé, n° 3, 2007, p. 665.